# Australasie aux Jeux olympiques de 1912
L'Australasie participe aux Jeux olympiques de 1912 à Stockholm en Suède. Vingt-deux athlètes australiens et néo-zélandais, vingt hommes et deux femmes, y ont obtenu sept médailles : deux d'or, deux d'argent et trois de bronze.

## Bilan global
La participation de l’Australasie aux Jeux olympiques de 1912, à Stockholm, est la dernière sous cette appellation. Bien que sa délégation soit relativement modeste, l’Australasie effectue une respectable moisson de médailles, à l’occasion de ces jeux. Sept médailles en tout dont six d’entre elles sont conquises en Natation. Sport dans lequel les nageurs et nageuses de l'hémisphère sud parviennent à faire quasiment jeu égal avec les  États-Unis (sept médailles). L'une des figures de proue de la délégation étant l'Australienne Fanny Durack qui devient la première championne olympique féminine de natation en remportant le 100 mètres nage libre.

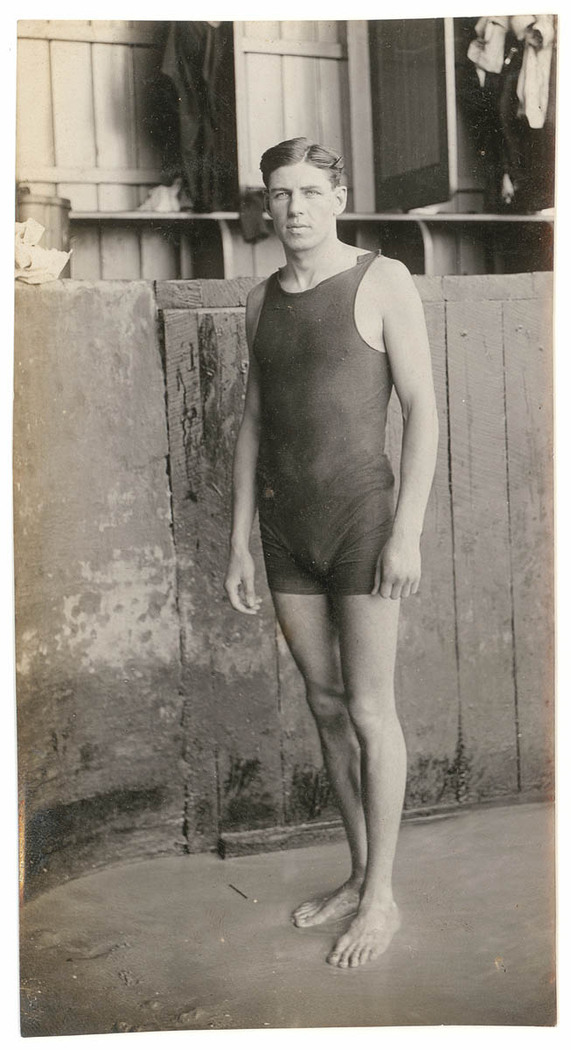
Harold Hardwick médaillé de bronze sur 400 m et 1500 m.

## Liste des médaillés

### Médailles d'or
| Sport                              | Discipline                                                     | Sportifs |
| Médailles d’or 2                   |                                                                |          |
| Natation                           |                                                                |          |
| Relais 4 x 200 m nage libre hommes | Cecil Healy, Malcolm Champion Leslie Boardman, Harold Hardwick |          |
| 100 m nage libre femmes            | Fanny Durack                                                   |          |

### Médailles d'argent
| Sport                   | Discipline  | Sportifs |
| Médailles d’argent 2    |             |          |
| Natation                |             |          |
| 100 m nage libre hommes | Cecil Healy |          |
| 100 m nage libre femmes | Mina Wylie  |          |

### Médailles de bronze
| Sport                    | Discipline      | Sportifs |
| Médailles de bronze 3    |                 |          |
| Natation                 |                 |          |
| 400 m nage libre hommes  | Harold Hardwick |          |
| 1500 m nage libre hommes | Harold Hardwick |          |
| Tennis                   |                 |          |
| Simple messieurs         | Anthony Wilding |          |

## Sources
- (en) Australian Olympic Committee
- (en) Bilan complet sur le site olympedia.org